# District Digorski
District Digorski (Russisch: Диго́рский райо́н) is een district in het westen van de Russische autonome republiek Noord-Ossetië. Het district heeft een oppervlakte van 640 vierkante kilometer en een inwonertal van 19.334 in 2010. Het administratieve centrum bevindt zich in Digora.
Bestuurlijk centrum: Vladikavkaz

Steden: Alagir · Ardon · Beslan · Digora · Mozdok

Districten: Alagirski · Ardonski · Digorski · Irafski · Kirovski · Mozdokski · Pravoberezjni · Prigorodni